# Dyrektywa 46
Dyrektywa 46 (niem. Richtlinien für die Bekämpfung des Bandenunwesens im Osten, pol. Wytyczne do wzmożonego zwalczania bandytyzmu na wschodzie) – dyrektywa kanclerza Rzeszy Adolfa Hitlera o numerze 46, regulująca sprawy zwalczania partyzantów, wydana w sierpniu 1942 roku.
Składała się z 6 punktów:
- Wzmocnienie pozycji jednostek „walczących z bandami”. Wszystkie dowództwa polowe zobowiązane były dostarczać sił i środków do wykonania tych zadań.
- Nakazywano podejmowanie zadań przeciwko „bandytom i ich pomocnikom” z użyciem wszystkich dostępnych środków i represji. Dotyczyło to również ludności cywilnej.
- Operacje pacyfikacyjne powinny służyć odzyskaniu przez siły okupacyjne zaufania ludności cywilnej, wobec której należy postępować sprawiedliwie.
- Ludności cywilnej należy zapewnić minimum wyżywienia, oby osłabić poparcie dla „band”.
- Konieczność zachęcania miejscowej ludności do współpracy.
- Ostrzeżenie przed nadmiernym zaufaniem w stosunku do miejscowych, nawet tych współpracujących z władzami niemieckimi.

## Literatura
- Philip W. Blood: Siepacze Hitlera, Warszawa 2008, ISBN 978-83-11-11326-8.